# Emilia Carranza
Emilia Carranza (San Luis Potosí; 3 de agosto de 1940) es una actriz mexicana.

## Biografía y carrera
Empezó su carrera como actriz en 1958 en la película Pepito y los robachicos. Después debutó en televisión en la telenovela Encadenada en 1962. Desde entonces ha intervenido en más de veinte telenovelas, entre muchas otras: La gata, El maleficio, El amor nunca muere, Lo blanco y lo negro, La sonrisa del diablo, Imperio de cristal, El precio de tu amor y Amarte es mi pecado. También ha intervenido en doce episodios de Mujer, casos de la vida real y en la serie Central de abasto. 
En el cine intervino en películas como Los hijos del divorcio, Santo vs. las lobas, El prófugo y La víbora.
En 2007 Emilia asumió como directora de la ANDI (Asociación Nacional de Intérpretes) en reemplazo de Humberto Zurita. Emilia asumió en representación de La Planilla Verde, nombre del grupo formado por la actriz y por destacados actores como Rafael Inclán, Arturo Beristáin e Ismael Larumbe, entre otros.
Su último trabajo fue en la telenovela Zacatillo, un lugar en tu corazón en el papel antagónico de Martha. También tuvo apariciones especiales en el programa Como dice el dicho.

## Filmografía

### Programas de televisión
- La bella y las bestias (2018)[2]
- Como dice el dicho (2014-2019) ... Beatriz/Sofía/Silvia/Maestra Lucrecia
- La rosa de Guadalupe (2013-2018) .... Malena/Asunción/Norma
- Central de abasto (2008) .... Gabriela "La Marquesa" (episodio "Gran amor")
- Mujer, casos de la vida real (1995-2006)

### Películas
- La víbora (1995)
- El prófugo (1992)
- Herederos en aprietos (1989)
- Santo vs. las lobas (1976) .... Julieta
- Mictlan o la casa de los que ya no son (1969)
- Los hijos del divorcio (1958)
- Pepito y los robachicos (1958)

### Telenovelas
- Diseñando tu amor (2021) .... Doña Ema
- Zacatillo, un lugar en tu corazón (2010) .... Martha Moreno Vda. de Zárate
- Barrera de amor (2005-2006) .... Josefina Maldonado
- Amarte es mi pecado (2004) .... Pilar Cansino
- Niña amada mía (2003) .... Doña Socorro de Uriarte
- El precio de tu amor (2000-2001) .... Yolanda
- Carita de ángel (2000) .... Señora Zamora (Directora del orfanato)
- El niño que vino del mar (1999) .... Regina
- Desencuentro (1997-1998) .... Inés Altamirano
- María la del barrio (1995-1996) .... Raymunda Robles del Castillo
- Imperio de cristal (1994-1995) .... Andrea Lombardo
- La sonrisa del diablo (1992) .... Antonia Esparza
- Lo blanco y lo negro (1989) .... Raquel de Alcázar
- Victoria (1987-1988) .... Amanda Espinosa de los Reyes
- Herencia maldita (1986-1987) .... Milagros
- Angélica (1985) .... Rosaura Monterde
- El maleficio (1983-1984) .... María Reyna
- El amor nunca muere (1982) .... Sara
- Al rojo vivo (1980-1981) .... Laura
- Amor prohibido (1979-1980)
- Lo imperdonable (1975-1976) .... Rosalía
- La gata (1970-1971) .... Bertina
- Encrucijada (1970) .... Sofía
- Un ángel en el fango (1967) .... Estela
- Angustia del pasado (1967)
- Ellas (1967)
- La mujer dorada (1964) .... La Pantera
- El secreto (1963) .... Cornelia
- Sor Juana Inés de la Cruz (1962)

## Premios y nominaciones

### Premios TVyNovelas
| Año  | Categoría                  | Telenovela     | Resultado |
| ---- | -------------------------- | -------------- | --------- |
| 2003 | Mejor primera actriz       | Niña amada mía | Nominada  |
| 1986 | Mejor actriz experimentada | Angélica       | Nominada  |